# 白石町 (川崎市)
白石町（しらいしちょう）は、神奈川県川崎市川崎区の町名である。住居表示に関する法律に基づく住居表示が実施されているが、丁目は設けられていない。面積は352,007.89m²。

## 地理
川崎区の臨海部に位置し、北は田辺新田、北東は南渡田町に接する。残る3方向は運河に囲まれ、東は田辺運河を挟み扇町、南は白石運河を挟み大川町、西は境運河を挟み横浜市鶴見区安善町に向かい合う。そのうち、橋が架かっているのは大川町との間のみである。町の北端をJR鶴見線が通り、町内に武蔵白石駅が設けられている。武蔵白石駅構内で鶴見線大川支線が分岐し、町域を縦断して大川駅方面へと向かう。大川支線の西側は日本鋳造の本社・工場、東側はアサヒの金属処理工場、富士電機の工場やダイエープロセスセンターなど工場や物流施設が町域の大部分を占める。全域が工業専用地域に指定されている。

### 交通
町内にはJR鶴見線の武蔵白石駅があるが、大川駅発着の列車は通過する。「白石駅前」「白石町」「大川橋」の停留所があり、川崎駅東口と大川町の「日清製粉」を結ぶ川崎鶴見臨港バスが停車するほか、これとは別に朝夕を中心に「ダイエー川崎プロセスセンター」を発着する路線バスも運行されている。

## 歴史
明治時代、日本の近代化に向け工業港の建設を考えていた浅野総一郎は鶴見川河口から大島村地先にかけての浅瀬に着目。1912年（明治45年）に鶴見埋立組合を設立し、県と田島村の許可を受け埋め立てに着手した。1926年（大正15年）、埋立事業に出資した功績をたたえ、白石元治郎の姓から「白石町」と名付けられた。同様に、大川町は大川平三郎、浅野町は浅野総一郎から採った人名地名である。1931年に鶴見臨港鉄道（現在のJR鶴見線）武蔵白石駅開業、同年に石炭火力発電所の日本電力川崎発電所操業開始。1937年には日本鋳造川崎工場が操業を開始した。
1964年には住居表示を実施するとともに町域の一部を田辺新田に編入。1972年（昭和47年）4月1日には川崎市が政令指定都市に移行したことにより、川崎市川崎区白石町となる。

## 世帯数と人口
2025年（令和7年）6月30日現在（川崎市発表）の世帯数と人口は以下の通りである。
| 町丁   | 世帯数 | 人口 |
| ------ | ------ | ---- |
| 白石町 | 18世帯 | 26人 |

### 人口の変遷
国勢調査による人口の推移。
| 年                 | 人口 |
| ------------------ | ---- |
| 1995年（平成7年）  | 124  |
| 2000年（平成12年） | 39   |
| 2005年（平成17年） | 58   |
| 2010年（平成22年） | 42   |
| 2015年（平成27年） | 16   |
| 2020年（令和2年）  | 21   |

### 世帯数の変遷
国勢調査による世帯数の推移。
| 年                 | 世帯数 |
| ------------------ | ------ |
| 1995年（平成7年）  | 98     |
| 2000年（平成12年） | 17     |
| 2005年（平成17年） | 41     |
| 2010年（平成22年） | 24     |
| 2015年（平成27年） | 7      |
| 2020年（令和2年）  | 11     |

## 学区
市立小・中学校に通う場合、学区は以下の通りとなる（2025年1月時点）。
| 番・番地等 | 小学校             | 中学校             |
| ---------- | ------------------ | ------------------ |
| 全域       | 川崎市立浅田小学校 | 川崎市立京町中学校 |

## 事業所
2021年（令和3年）現在の経済センサス調査による事業所数と従業員数は以下の通りである。
| 町丁   | 事業所数 | 従業員数 |
| ------ | -------- | -------- |
| 白石町 | 53事業所 | 2,142人  |

### 事業者数の変遷
経済センサスによる事業所数の推移。
| 年                 | 事業者数 |
| ------------------ | -------- |
| 2016年（平成28年） | 59       |
| 2021年（令和3年）  | 53       |

### 従業員数の変遷
経済センサスによる従業員数の推移。
| 年                 | 従業員数 |
| ------------------ | -------- |
| 2016年（平成28年） | 2,212    |
| 2021年（令和3年）  | 2,142    |

## その他

### 日本郵便
- 郵便番号 : 210-0857[3]（集配局 : 川崎港郵便局[20]）

### 警察
町内の警察の管轄区域は以下の通りである。
| 番・番地等 | 警察署         | 交番・駐在所 |
| ---------- | -------------- | ------------ |
| 全域       | 川崎臨港警察署 | 浜町交番     |